# Santa Prassede (Vermeer)
Santa Prassede è un dipinto a olio su tela (101,6 x 82,6 cm), attribuito a Jan Vermeer, copia da Felice Ficherelli, databile al 1655 circa. L'opera è firmata in basso a sinistra "Meer 1655" e in basso a destra "Meer N R[...] o [...]o", ma trattandosi di un'opera insolita nel catalogo dell'artista, per stile e tema, è accettata come lavoro giovanile solo da una parte della critica.

## Storia

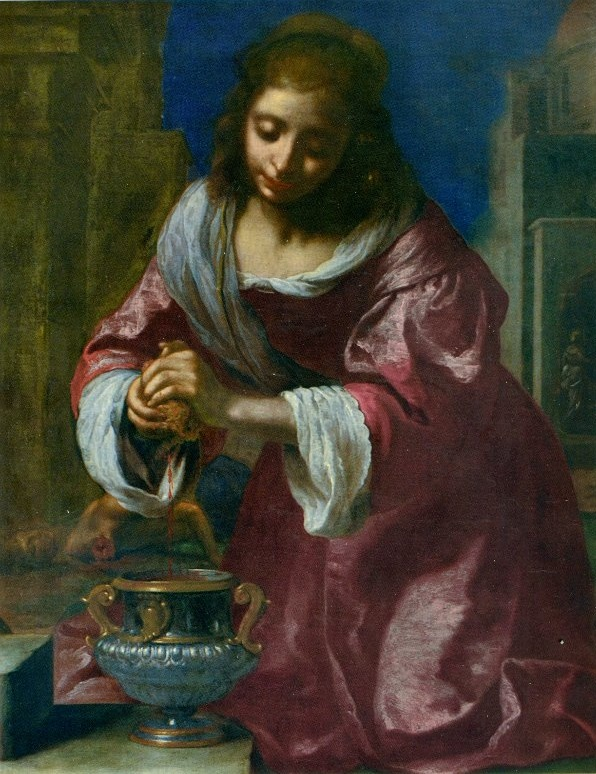
Originale di Felice Ficherelli

L'opera, non citata dalle fonti antiche, fu messa all'asta a New York nel 1943, in un evento secondario, di piccole dimensioni. Fu acquistata da una coppia di profughi belgi, Jacob Reder e la moglie, che la conservarono fino alla scomparsa, dopodiché entrò in una collezione privata newyorkese e in seguito nella Barbara Piasecka Johnson Collection di Princeton. Messo all'asta a Londra e acquistato l'8 luglio 2014 da un collezionista sconosciuto per la somma di 6.200.000 sterline, di poco sopra la stima di sei milioni, è stato poi concesso in esposizione al National Museum of Western Art di Tokyo dall'acquirente privato che è stato poi rivelato come giapponese.
Nel 1969 fu esposta a New York con attribuzione a Felice Ficherelli, artista a cui spetta la composizione originale databile al 1645 circa, copiata dall'artista olandese. Ciò nonostante fosse già stata individuata la firma "Meer 1655" (che però potrebbe essere spuria), come ribadì Michael Kitson facendo per primo il nome di Vermeer. La seconda iscrizione, sulla quale sono validi gli stessi dubbi, è forse interpretabile come "[ver] Meer da Riposo", ovvero copia di Vermeer dal Riposo, il soprannome del Ficherelli.
L'attribuzione al pittore olandese venne respinta a lungo riprendendo i dubbi che riguardano tutta la produzione giovanile del pittore (stile diverso dalle opere della maturità, presenza di temi mitologici e religiosi altrimenti non presenti nel catalogo), come ad esempio negli studi di Erik Larsen (1948-1949), che riferì piuttosto l'opera a un copista fiorentino, o addirittura un falso del XVIII-XIX secolo. Oppure portrebbe essere di Jan Vermeer van Utrecht, omonimo del pittore di Delft. Nonostante ciò Arthur K. Weelock ribadì il nome di Vermeer nel 1995-96.
Difficile è anche collocare l'occasione con cui Vermeer avrebbe potuto vedere e copiare fedelmente l'opera di Ficherelli (dalla quale si differenzia solo per la presenza di un crocifisso tra le mani della santa): non è infatti documentata la presenza del dipinto italiano in Olanda (o una sua copia), né un ipotetico viaggio di Vermeer in Italia.
Come opera di Vermeer è stata esposta a Mosca nel 2007 a Casa Paškov in una raccolta di opere sponsorizzata da Christie's e nel 2012 a Roma alle Scuderie del Quirinale (mostra monografica).
L'8 luglio 2014, come già accennato, è passata in asta da Christie's.

## Descrizione e stile
Santa Prassede, secondo la sua agiografia, nascose nel suo titulus molti cristiani che vennero però scovati, arrestati e condannati a morte dall'imperatore Antonino Pio. La santa è quindi rappresentata solitamente mentre raccoglie il sangue dei martiri, magari assieme alla sorella Pudenziana. 
In questo caso la figura di Prassede occupa la gran parte del dipinto. È inginocchiata e sta spremendo una spugna intrisa del sangue di un martire appena decapitato, nello sfondo. Il sangue è raccolto in un bel vaso sbalzato, ormai quasi pieno. Ai lati fanno da quinta due edifici lontani, con quello di destra in cui si vede una donna sotto un'arcata, forse la stessa Pudenziana.
Sebbene l'opera offra valori cromatici di eccezionale splendore, soprattutto nell'abbondante panneggio rosso della veste inondata di luce, lo stile della pennellata, ruvido e corposo, si sposa solo in parte con quello delle opere certe di Vermeer, fatto di velature ora mosse, ora lisce, e caratterizzate da una luce soffusa e ferma. Il cielo azzurro e piatto sullo sfondo è oggi più che mai un caso isolato nel catalogo dell'artista, dopo che Diana e le ninfe, altra opera attribuita al periodo giovanile, si è rivelata a sfondo scuro, con un cielo spurio del XVIII secolo.